# Conus goodwini
Conus goodwini é uma espécie de gastrópode do gênero Conus, pertencente a família Conidae.